# Sukhoi Su-30MKM
El Sukhoi Su-30MKM (Modernizirovannyi Kommercheskiy Malaysia) es un caza polivalente desarrollado en Rusia por Sukhoi y producido por Irkut para la Real Fuerza Aérea de Malasia. Es una variante del Su-30, con mejoras significativas respecto a la versión original de exportación Su-30K, manteniendo gran parte de la estructura básica, pero incorporando una serie de avances de los proyectos Sukhoi Su-35 y Sukhoi Su-37. Es un caza de superioridad aérea pesado, todo tiempo y de largo alcance, con capacidades polivalentes, similar a su homólogo indio, el Su-30MKI.
En 2003, el Su-30MKM fue seleccionado por la Real Fuerza Aérea de Malasia (RMAF). En agosto de 2003, durante una visita oficial del presidente Vladímir Putin a Malasia se firmó el contrato para el Su-30MKM.

## Desarrollo

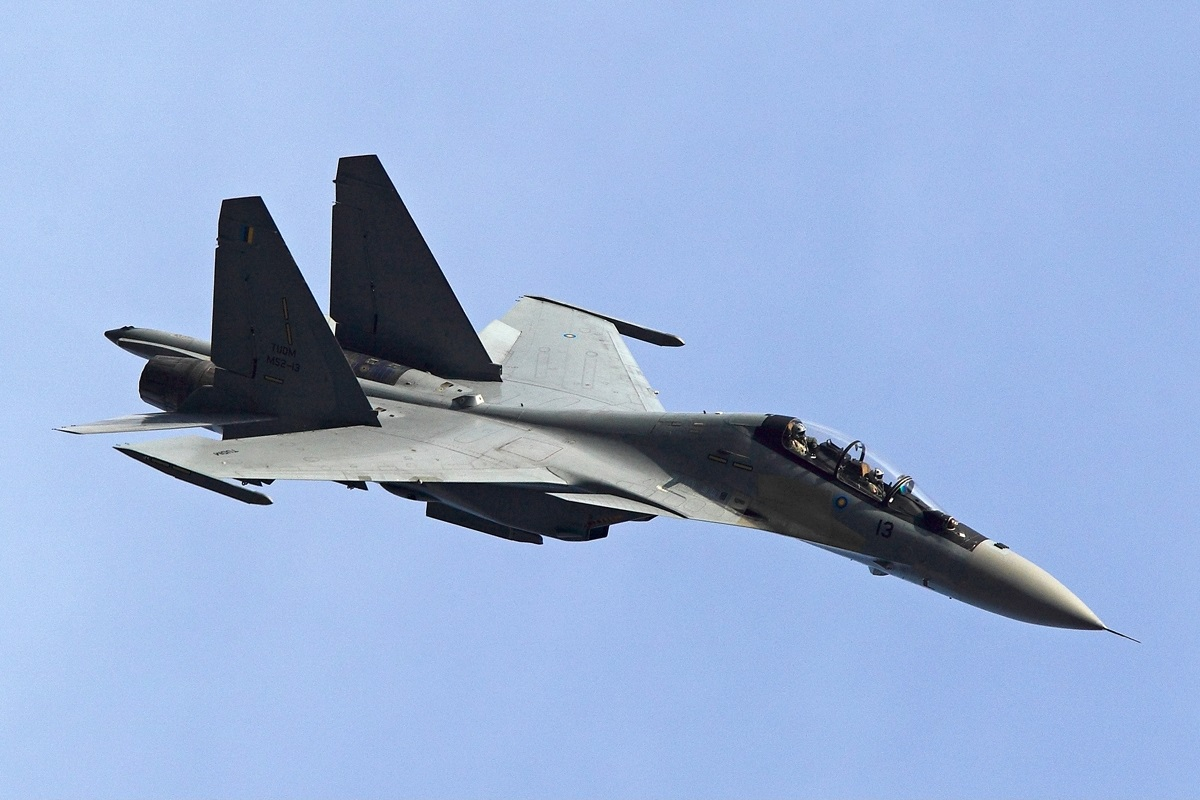
Su-30MKM volando en LIMA

En 2003, Malasia se comprometió a comprar 18 Su-30MKMs. Como parte del contrato, Rusia envió el primer cosmonauta de Malasia a la Estación Espacial Internacional. Fue un proyecto gobierno a gobierno compensado a través de la compra de aviones de combate Su-30MKM para la Real Fuerza Aérea de Malasia. En virtud de este acuerdo, la Federación Rusa hizo cargo del coste de la formación de dos malasios para los viajes espaciales y para el envío de uno a la Estación Espacial Internacional (ISS) en octubre de 2007 bajo el programa Angkasawan.
En agosto de 2003, Malasia firmó un contrato de US$900 millones con la Corporación Irkut por 18 Sukhoi Su-30MKMs. Malasia opera el F/A-18D Hornet, y Boeing le ofreció el F/A-18E/F Super Hornet, pero optó por el Su-30MKM. El Su-30MKM es una variante avanzada, cuyo desempeño implica considerables mejoras respecto a los cazas Su-30MK/MKK. Corporación Irkut subcontrató a HAL Nasik para la labor de fabricar los canards, estabilizadores y aletas.
Los dos primeros aviones fueron entregadas a la RMAF en mayo de 2007 en las instalaciones de fabricación de aviones de Irkut en Irkutsk, Rusia. Los dos aviones fueron posteriormente entregados a la base en Gong Kedak, Malasia en junio de 2007 por un An-124-100. Para diciembre de 2007, siete meses después de la entrega de los dos primeros aviones, la RMAF recibió la entrega de seis Su-30MKM. La última y decimoctava aeronave llegó a Gong Kedak en agosto de 2009 con los otros tres aviones de su lote. El Su-30MKMs llevan números de serie M52-01 a M52-18, ascendiendo por orden de entrega.

## Diseño

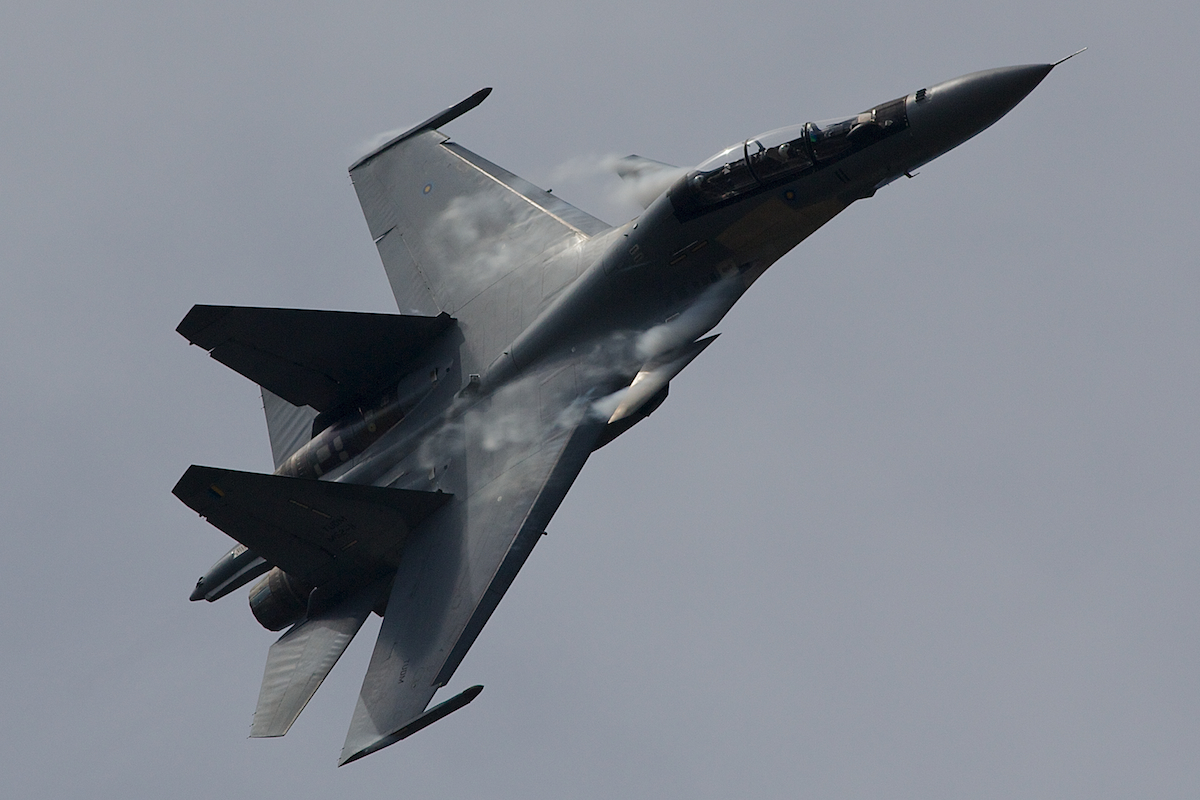
Su30mkm maniobrando en LIMA

El Su-30MKM fue desarrollado por la Oficina de Diseño de Sukhoi y está basado en el Su-30MKI. La aeronave tiene el mismo fuselaje, los mismos motores con control de empuje vectorial (TVC), y un sistema fly-by-wire digital avanzado. La versión MKM difiere de la MKI principalmente en la composición de la aviónica a bordo. Thales suministró el HUD, el sistema de navegación de infrarrojos NAVFLIR y el designador de blancos DAMOCLES. La aeronave lleva sensores de alerta de aproximación de misiles (MAWS) y sistema de advertencia láser (LWS) fabricados por Avitronics (Sudáfrica). Puede transportar hasta 8000 kg de armas y cargas útiles a un radio de combate de más de 700 millas náuticas sin reabastecimiento.
El Su-30MKM legítimamente puede reclamar súper maniobrabilidad a través de fly-by-wire digitales, canards, y dos motores Saturn AL-31FP con empuje vectorial produciendo 27 500 libras de empuje cada uno con sistemas de postcombustión. Esto les da ventaja en combate aéreo cercano, permitiendo al piloto apuntar rápidamente el avión a objetivos potenciales. Los sistemas de guerra electrónica (EW), radares de phased array y sistemas ópticos de localización con telémetro láser fueron producidos por los principales fabricantes rusos.

## Usuarios
Malasia
- La Real Fuerza Aérea de Malasia tiene 18 Su-30MKM en servicio en el Undécimo escuadrón en Gong Kedak.[12][13]

## Especificaciones (Su-30MKM)
Referencia datos: KNAAPO, y Sukhoi

### Características generales
- Tripulación: 2
- Longitud: 21,935 m
- Envergadura: 14,7 m
- Altura: 6,36 m
- Superficie alar: 62,0 m²
- Peso vacío: 18 400 kg[16]
- Peso cargado: 24 900 kg
- Peso máximo al despegue: 38 800 kg
- Planta motriz: 2× turbofán con empuje vectorial Saturn AL-31FP.  
  - Empuje con postquemador: 123 kN de empuje cada uno.

### Rendimiento
- Velocidad máxima operativa (Vno): Mach 1,9 en altitud; 1350 km/h cerca del nivel del suelo
- Alcance: 3000 km en altitud; (1270 km cerca del nivel del suelo; sin tanques de combustible externos)
- Radio de acción: km
- Alcance en combate: km
- Alcance en ferry: km
- Techo de vuelo: 17 300 m
- Régimen de ascenso: >300 m/s
- Carga alar: 401 kg/m²

### Armamento
- Cañones: 1× GSH-30-1 de 30 mm, con 150 proyectiles
- Puntos de anclaje: 12 (2× raíles de punta alar, 6× pilones subalares, 2× pilones bajo las góndolas de los motores, y 2× pilones en tándem entre los motores), se puede incrementar a 14 utilizando múltiples bastidores de expulsión, con una capacidad de 8000 kg, para cargar una combinación de:  
  - Bombas: 

  - 8  × KAB-500L, bombas guiadas por láser
  - 3  × KAB-1500L, bombas guiadas por láser
  - 8  × FAB-500T, bombas sin guía
  - 28 × OFAB-250-270, bomba sin guía
  - 32 × OFAB-100-120
  - 4 × pods de cohetes S-8 (80 cohetes no guiados)
  - 4 × pods de cohetes S-13 (20 cohetes no guiados)
  - Misiles: 

    - Misiles aire-aire:

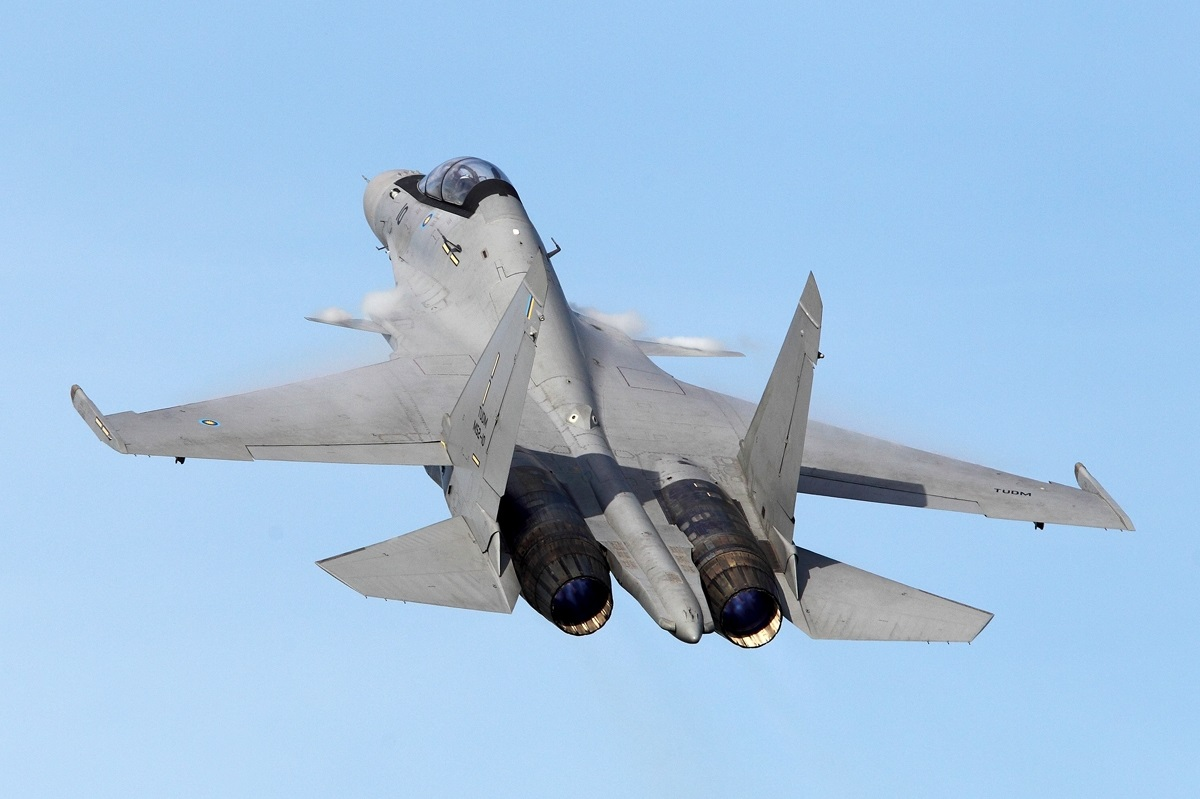
Su30mkm con motores visibles

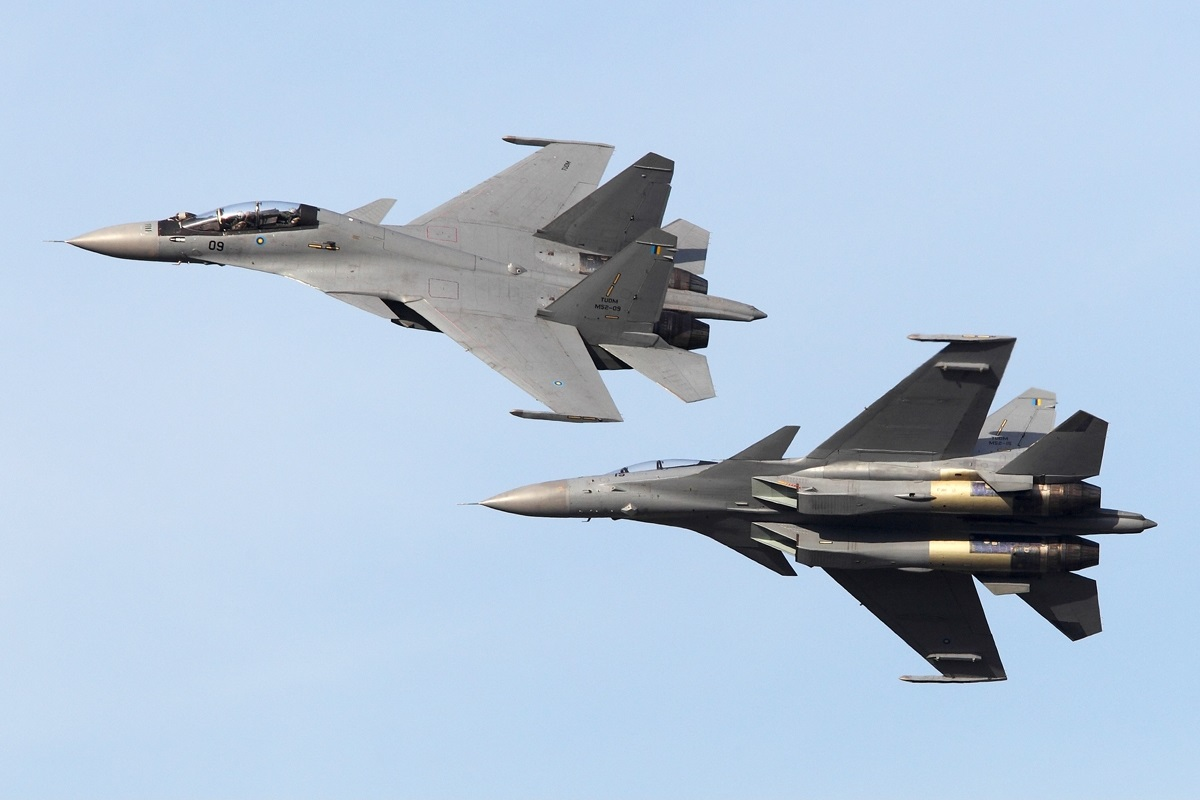
Su30mkm vistos desde la parte superior e inferior

      - 10 × R-77 (AA-12), medio alcance guiado por radar activo
      - 6 × R-27ER (AA-10C), largo alcance guiado por radar semiactivo
      - 6 × R-27ET (AA-10D), largo alcance guiado por infrarrojos
      - 2 × R-27R (AA-10A), medio alcance guiado por radar semiactivo
      - 2 × R-27T (AA-10B), medio alcance guiado por infrarrojos
      - 6 × R-73 (AA-11), corto alcance
      - 3 × Novator KS-172 AAM-L
      - 4 × MBDA MICA, (variante desconocida) corto a medio alcance[17]

    - Misiles aire-superficie:
      - 3 × Kh-59ME, misil de  lanzamiento a distancia guiado por TV
      - 3 × Kh-59MK, misil antibuque guiado por radar activo
      - 4 × Kh-35, misil antibuque
      - 6 × Kh-31P/A, misil antirradar
      - 6 × Kh-29T/L, misil guiado por láser

### Aviónica
- Radar:
  - radar PESA NIIP N011M
- Contramedidas:
  - pod de contramedidas electrónicas KNIRTI SAP-518

### Desarrollos relacionados
- Sukhoi Su-30
- Sukhoi Su-30MKI
- Sukhoi Su-30MKK